# Finella adamsi
Finella adamsi is een slakkensoort uit de familie van de Scaliolidae. De wetenschappelijke naam van de soort is voor het eerst geldig gepubliceerd in 1889 door Dall als Bittium adamsi.